# ガスパル・ファン・ヴェールベケ
ガスパル・ファン・ヴェールベケ（Gaspar van Weerbeke, 1445年ごろ - 1517年以降）は、ネーデルラント出身のルネサンス音楽の作曲家。フランドル楽派に属し、ジョスカンと同世代でありながら、デュファイらのより古いブルゴーニュ楽派の作曲様式に同時代のイタリア音楽の様式を独自に折衷させた。

## 生涯
トゥルネー教区のさる地域の出身だが、明らかに私生児であり、アウデナールデで教育を受けた。生涯の最初の20年間については、ほとんど知られていないものの、ヨハネス・レジスの顔見知りであったか、レジスに入門しており、ヨハネス・オケゲムにも師事したかもしれない。さらにシャルル突進公のブルゴーニュの宮廷でデュファイと知り合ったかもしれない。ヴェールベケは多くの作品でデュファイを模範として従っているからである。1471年にミラノに行き、ヨハネス・マルティーニやアレクサンダー・アグリコラ、ロイゼ・コンペールらとともに、スフォルツァ家の宮廷礼拝堂の聖歌隊員となる。
1472年と1473年にブルゴーニュ北部に行き、スフォルツァ家のために多くの声楽家や少年歌手を発掘する。求人活動がうまく行ってミラノに戻り、スフォルツァ家の礼拝堂はヨーロッパ最大の聖歌隊を擁することになった。しかしながら1476年にスフォルツァ公が殺害されると、ほとんどの歌手が解雇された。ウェールベケは教皇シクストゥス4世およびインノケンティウス8世のもとローマ教皇庁聖歌隊に加わり、1489年にミラノに復帰するまで教皇庁に勤めた。
それから10年間にわたって各地の宮廷に仕え、ミラノのほかに、フィリップ端麗王のフランス王国、そしておそらくメディチ家のフィレンツェに勤めた。1500年以降は再びローマに戻り、教皇庁聖歌隊に復職した。最晩年は闇に包まれている。カンブレーとトゥルネーに任地を得たことからすると、生まれ故郷に戻ったのかもしれない。1517年には、マインツの教会に地位を得たとの記録も残されている。

## 楽曲
ウェールベケは、イタリア音楽の様式を、ブルゴーニュ楽派の年長世代の作曲技法に結び付けた。ウェールベケは、当時発達しつつあったなめらかな通模倣様式を避けた、ただ一人のフランドルの作曲家である。世俗のシャンソンのほかに、ミサ曲やモテット、マニフィカト、預言者エレミヤの哀歌といった宗教曲も作曲している。作品の根幹をなしているのは宗教曲である。シャンソンの真贋判定をめぐって議論も多く、ウェールベケ作曲と伝えられるシャンソンは、多くの研究者から、ジョスカンかジャン・ジャパールが真の作者であろうと見なされている。
様式において、ウェールベケのモテットのほとんどがホモフォニックであり、当時のイタリア世俗音楽の軽快さを取り入れている。ほとんどのミサ曲は、シャンソンを定旋律としたパロディ・ミサである。定旋律はテーノル（テノール声部）に明示され、他の声部はたいてい単純な、デュファイやその他のブルゴーニュ楽派の手法に関連する、並行を交えた書法によって進行する。ウェールベケはいったん模倣を使ってはみたものの、ジョスカン様式もしくは後期ルネサンス音楽の通模倣様式は採らなかった。従ってウェールベケの作風は、同世代の作曲家に比べて古めかしいといえる。
ウェールベケの作品は、とりわけイタリアにおいて高く評価され、おそらくは、異国のネーデルラントの壮麗な、濃密な対位法様式とは対照的なものの典型と見なされていた。